# Сигізмунд Люксембург
Сигізму́нд I Люксембу́рг (лат. Sigismundus; 15 лютого 1368 — 9 грудня 1437) — імператор Священної Римської імперії (1433—1437). Король Угорщини (1387—1437) і Богемії (1419—1421, 1436—1437). Маркграф Бранденбурзький (1378—1388, 1411—1415). Останній представник чоловічої лінії німецького Люксембурзького дому. Народився у Нюрнберзі, Німеччина. Син Карла IV, імператора Священної Римської імперії, та Єлизавети Померанської. 1385 року одружився з угорською королевою Марією, завдяки чому через 2 роки здобув угорську корону. 1396 року організував Нікопольський хрестовий похід, який розбили Османи. У 1402—1403 роках воював проти рідного брата, богемського короля Венцеслава IV, претедуючи на його корону. 1408 року заснував Орден Дракона для боротьби з турками. Поступово заволодів тронами Хорватії, Німеччини та Богемії. Сприяв проведенню Констанцького собору в 1414—1418 роках, який завершив розкол папства і призвів до Гуситських воєн. 1429 року взяв участь у Луцькому з'їзді. Помер у Зноймо, Богемія. Похований у Новограді, Угорщина. Його спадок перейшов до Фрідріха III з Габсбурзького дому.

## Імена
- Сигізму́нд (лат. Sigismundus) — офіційно у тогочасних документах.
- Зікмунд (чеськ. Zikmund) — у чеській історіографії та чеських тогочасних документах.
- Жигмонд (угор. Zsigmond) — в угорській історіографії.
- Жігмунд (хорв. Žigmund) — в хорватській історіографії.
- Сигізму́нд Люксембурзький (нім. Sigismund von Luxemburg, чеськ. Zikmund Lucemburský, хорв. Žigmund Luksemburški, угор. Luxemburgi Zsigmond) — за назвою династії.

## Біографія

### Маркграф
На початку свого правління Сигізмунд I був змушений вести запеклу боротьбу за владу. Хоча 1379 року він офіційно заручився з угорською та польською принцесою Марією, однак і в Угорщині, і в Польщі почалась боротьба за трон.
Попри те, що на вимогу короля Людовіка I, 25 липня 1382 року делегація польських князів принесла присягу на вірність Сигізмунда і Марії, після смерті Людовіка І, частина польської шляхти виступила проти Сигізмунда й розпочалась Громадянська війна у Великопольщі (1382–1385), яка закінчилась програшем Марії та Сигізмунда. Угорсько-польська династична унія була розірвана, а Королевою Польщі була проголошена Ядвіга Анжуйська.
У 1385 році Сигізмунд одружився з угорською королевою Марією, однак і в Угорщині, і в Польщі продовжувалась боротьба за владу, а королева-мати Єлизавета Боснійська і Марія потрапили у полон до ворожих їм володарів Хорватії.
В Угорщині, за підтримки хорватської шляхти король Карл домігся, щоб Марія зреклася трону, а сам коронувався королем Угорщини 31 грудня 1385 року як Карл II. Проте варто хорватам виїхати, як становище короля Карла різко похитнулося. Королева-мати запросила його у свій замок, де його вбили.
Тим часом Ядвіга вирушила військовим походом на Королівство Русі, яке до того часу було під владою Марії та її намісника в Королівстві Русі Володислава Опольчика, й захопила Львів і Галичину.

### Угорський король
1387 року чеський королевич Сигізмунд був обраний королем Угорщини та Хорватії. Протягом наступного десятиліття відбувалися постійні протистояння між різними таборами, які ворогували. 1395 року королева Марія померла.
1396 року Папа Римський Боніфацій IX проголосив хрестовий похід проти османів, в якому взяло участь багато європейських країн, зокрема Франція, Венеція, Хорватія, Угорщина, Валахія, Болгарія та інші. Проте, похід закінчився поразкою об'єднаних військ під болгарським містом Нікополем.
Сигізмунд, після повернення з походу стикається з внутрішньої опозицією великих баронів й князів, які не бажали самостійного правління короля. В цей час в країні відбулася ціла низка повстань проти королівської влади.
Під час боротьби за хорватську корону з королем Владиславом Великодушним, 27 лютого 1397 року Сигізмунд організував Кривавий Сабор в Крижевці, під час якого було вбито близько 200 представників хорватської найвищої знаті.
1401 року король був захоплений угорськими магнатами, яким вимушений був надати поступки. Через декілька місяців звільнений, залишив Угорщину, куди повернувся 1402 року. В цей час на його бік перейшов впливовий магнат Міклош II Гараї. У вирішальну фазу протистояння з магнатами увійшло 1403 року, коли у відповідь на відмову Сигізмунда I виконувати рішення від 1401 року лідери опозиції палатин Детрит Бебек і канцлер Янош Каніжаі підтримали короля Неаполя Владислава Анжуйського. Владислав окупував Далмацію і був коронований в серпні 1403 року Задарі як король Угорщини й Хорватії. Проте ще до грудня 1403 року він повернувся до Неаполя, залишивши в Далмації свого боснійського васала Хрвоє Вукчич Хрватініча.
Сигізмунд знайшов собі союзника в особі бана Хорватії, Славонії та Долмації Германа II Циллі. В обмін на військову підтримку, яка дозволила йому розбити внутрішніх та зовнішніх суперників, Сигізмунд 1408 року одружився з дочкою Германа Барбарою Циллі.
Бажаючи закріпити свою владу, 12 грудня 1408 року з нагоди перемоги в Боснії Сигізмунд заснував Королівське Лицарське Товариство Дракона. Як зразок для нового об'єднання був узятий Орден Св. Георгія, заснований 1326 року угорським королем Карлом Робертом.
Після смерті чеського короля Венцеслава IV (1419), гусити підняли повстання проти претендента на трон імператора Сигізмунда I Люксембурга, й запропонували чеську корону польському королю Владиславу II Ягайлу. А коли той відмовився, то — Великому князю Литовському Вітовту. Той погодився, але заявив чехам, що сам виїхати не може.
14 липня 1420 року Ян Жижка розгромив війська Сигізмунда під Прагою (битва біля Віткової гори). 1421 року чеський сейм оголосив Сигізмунда таким, що втратив чеський престол.
1422 року Вітовт послав до Чехії 5-тисячне військо, й призначив королівським намісником у Богемії Сигізмунда Корибутовича.
Під натиском гуситської армії та литовських підрозділів, якими керував королівський намісник Богемії Сигізмунд Корибутович, війська Сигізмунда I відступили до Угорщини. 16 травня 1422 року Корибутович увійшов до Праги, де був проголошений правителем Чехії.
Тим часом Папа Римський Мартин V почав тиснути на Вітовта і Ягайла, щоб Сигізмунд Корибутович покинув Чехію. 24 грудня 1423 року, відповідно до угоди Ягайла з імператором Сигізмундом I, Корибутович зі своєю армією залишив Прагу.
1424 року чеські посли звернулись до Сигізмунда Корибутовича, щоб він прийняв пропозицію зайняти чеський трон. 29 червня 1424 року Корибутович, на чолі з 1 500 загону, знову вступив до Праги. Там він був проголошений королем, але коронований не був.
16 червня 1426 року армія під проводом Корибутовича перемогла імператорські війська Сигізмунда I у битві біля Усті-над-Лабем.
Після цього почались переговори між Сигізмундом, Ягайлом та Корибутовичем. Невдоволені самим фактом переговорів загони радикальних таборитів підняли повстання.
Гуситські війни тривали до 1430-х років.
Лише після 1436 року Сигізмунд за підтримки католиків на чолі з Олдржіхом II з Рожмберку став повноправним королем Чехії.

### Луцький з'їзд

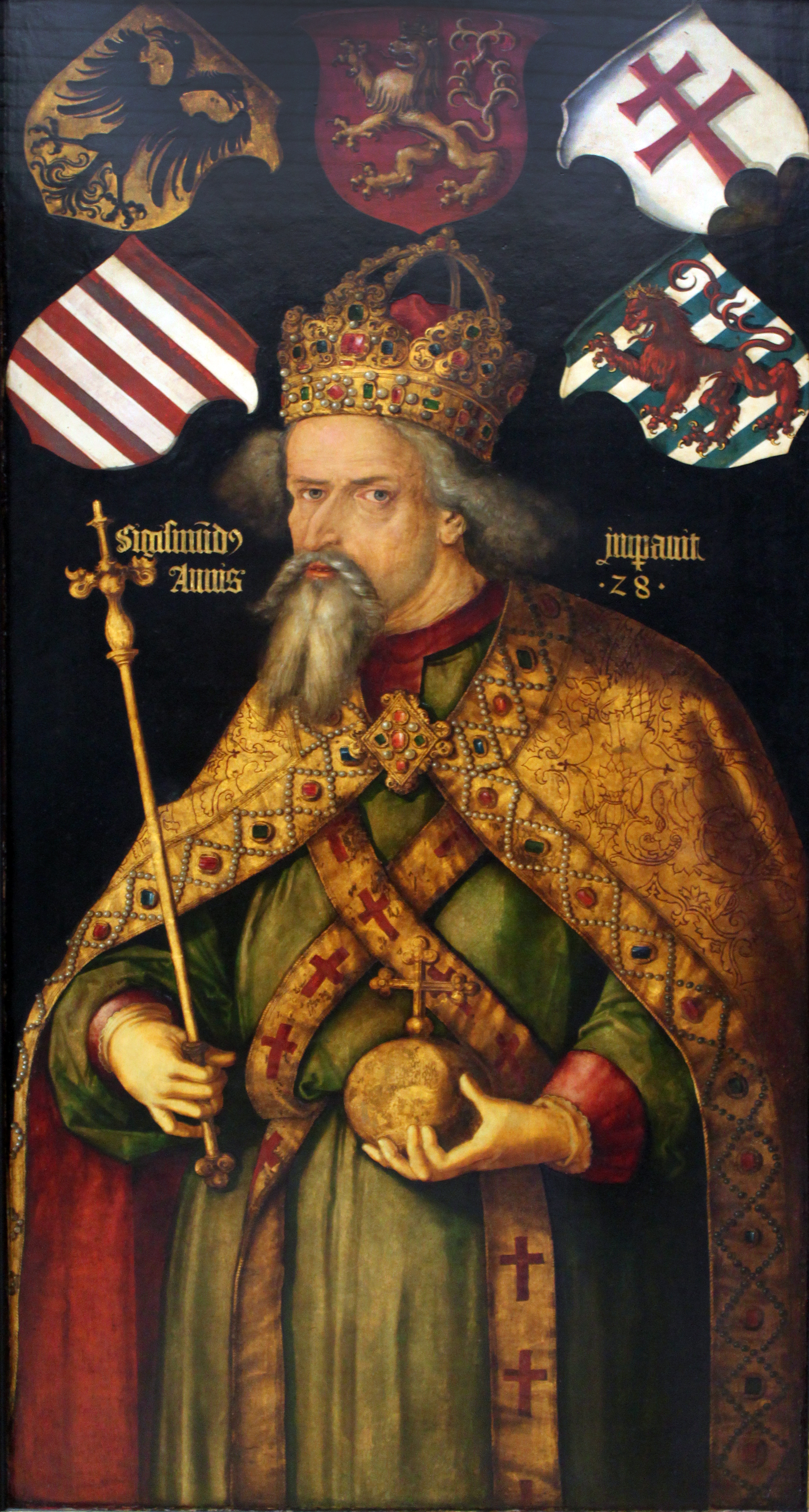
Портрет Сигізмунда I Люксембурга. Худ. Альбрехт Дюрер, 1512 р.

Скликаний з відома та згоди Сигізмунда за ініціативою Великого князя литовського Вітовта з метою вирішення низки політичних та економічних питань Центрально-Східної Європи. Вітовт планував вирішити на ініційованому ним зібранні питання османської загрози для Європи, гуситську проблему, та, принагідно, питання власної коронації в статусі короля Литви, про що вів дипломатичне листування із Сигізмундом Люксембурзьким ще від 1428 року.
Сигізмунд хотів повністю відділити Литву від Польщі, щоб послабити вплив останньої на угорців і прусів, позаяк Сигізмунд мав там свої інтереси. Надалі він хотів створити союз між литвинами, угорцями, німцями проти польської держави.
З'їзд європейських монархів був значною подією в історії середньовічного Луцька, хоча й через суперечки між головними його учасниками не мав суттєвого впливу на політичне життя тогочасної Європи.

## Особисте життя
Сигізмунд I Люксембург був одружений двічі. Першою дружиною була Марія Анжуйська, з якою він одружився у 1385 році. Марія померла 17 травня 1395 року, при нез'ясованих обставинах, бувши вагітною, не залишивши після себе спадкоємців. У 1405 році, ймовірно на Різдво, частково таємно, Сигізмунд знову одружився з Барбарою Цельською, родичкою Марії. Проте фактично шлюб було визнано в 1408 році, коли Барбару коронували угорською короною.

## Родина
1 Дружина — Марія (1371—1395), королева Угорщини, донька угорського короля Людовіка.
Діти: не було
2 Дружина — Барбара Циллі (1392 — 1451) 
Діти:
- Єлизавета Люксембурзька (1409 — 1442) — дружина австрійського герцога Альбрехта II.

## Титули
Березень 1387:
- лат. Nos Sigismundus Dei gratia Marchio Brandenburgensis, sacri romani imperii Archicamerarius, nec non regni Hungarie Dominus.

Ми, Сигізмунд, Божою милістю, маркграф Бранденбурзький, верховний камерарій Священної Римської імперії, а також господар Угорського королівства.

### Королівські
- Сигізмунд успадкував богемську корону від брата Венцеслава IV, який помер 1419 року.
- До 1436 року Сигізмунда не визнавали королем усіх земель Богемської корони через гуситську опозицію.

Травень 1387:
- лат. Nos Sigismundus dei gracia Hungarie Dalmacie Croacie Rame Servie Galicie Lodomerie Comanie Bulgarieque rex, marchio Brandemburgensis, sacri Romani Imperii archicamerarius, atque Boemie et Luczemburgensis heres.

Ми, Сигізмунд, Божою милістю, король Угорщини, Далмації, Хорватії, Рами, Сербії, Галичини, Волині, Куманії та Болгарії; маркграф Бранденбурзький; верховний камерарій Священної Римської імперії; а також дідич Богемський і Люксембурзький.
Липень 1390:
- лат. Sigismundus Dei gratia Hungarie, Dalmatie, Croatie, Rame, Seruie, Gallitie, Lodomerie, Comanie, Bulgarieque rex ac marchio Brandenburgensis, sacri Romani imperii archicamararius, necnon Bohemie et Lucemburgensis heres.

Квітень 1409:
- лат. Sigismundus dei gracia rex Hungarie, Dalmacie, Croacie etc. marchioque Brandenburgicus etc. sacri Romani imperii vicarius generalis et regni Bohemie gubernator.

Сигізмунд, Божою милістю, король Угорщини, Далмації, Хорватії тощо; маркграф Бранденбурзький тощо; генеральний вікарій Священної Римської імперії та губернатор Богемського королівства.
Серпень 1411:
- лат. Sigismundus Dei gratia Romanorum rex semper Augustus, ac Hungarie, Dalmacie, Croacie, Rame, Seruie, Galicie, Lodomerie, Cumanie, Bulgarieque rex, marchio Brandenburgensis, nec non Bohemie et Lucemburgensis heres.

Ми, Сигізмунд, Божою милістю, король римлян, вічно священний; король Угорщини, Далмації, Хорватії, Рами, Сербії, Галичини, Волині, Куманії та Болгарії; маркграф Бранденбурзький, а також дідич Богемський і Люксембурзький.
Липень 1420:
- лат. Sigismundus, Dei gratiâ, Romanorum Rex semper Augustus & Hungariæ, Bohemiæ, Dalmatiæ, Croatiæ, &c. Rex.

Сигізмунд, Божою милістю, король римлян, вічно священний; король Угорщини, Богемії, Далмації, Хорватії тощо.
Лютий 1421:
- нім. Wir Sigmund von gotis gnoden romiseher könig zu allen czeiten merer dez reiches, vnd zu Vngern, zu Behmen, Dalmacien, Croacien zc könig.

Травень 1422:
- пол. Sigmund boži milosti knieže Litewské, od najoswiecenějšieho kniežete a pána p. Alexandra jinak Witolda boží milosti kneze welíkého Litewského, krále Českého požádaného.

Березень 1426:
- лат. Nos Sigismundus, Dei gratia, Romanorum Rex semper Augustus ac Hungariæ, Boohmiæ, Dalmatiæ, Croatiæ, &c. Rex.

Жовтень 1431:
- лат. Nos Sigismundus dei gracia Romanorum rex semper augustus, ac Hungarie, Bohemie, Dalmacie, Croacie etc. rex.

### Імператорський
Довгий титул
Жовтень 1436:
- лат. Sigismundus diuina fauente clemencia Romanorum imperator semper augustus ac Hungarie, Boemie, Dalmacie, Croacie, Rame, Seruie, Gallicie, Lodomerie, Cumanie, Bulgarieque rex

Сигізмунд, Божественним милосердям, імператор римлян, вічно священний; король Угорщини, Богемії, Далмації, Хорватії, Рами, Сербії, Галичини, Волині, Куманії та Болгарії.
Короткий титул
Червень 1437:
- чеськ. My Sigmund z bozie milosti Rzimsky cziesarz wzdy rozmnozitel rzisse a Vhersky, Czesky, Dalmaczsky, Charwatsky etc. kral

Серпень 1437:
- нім. Wir Sigmund, von Gotes gnaden Romischer keiser, czu allen czeiten merer des Reichs, und czu Hungern, czu Behem, Dalmacien, Croacien etc. kunig.

## В культурі

### Відео-ігри
- 2018: Kingdom Come: Deliverance

### Довідники
- Lindner, Theodor. Sigmund // Allgemeine Deutsche Biographie. Leipzig, 1892, Band 34, S. 267–282.
- Schlotheuber, Eva. Sigismund. // Neue Deutsche Biographie. Berlin, 2010, Band 24, S. 358–361 (Digitalisat).

- Сиґізмунд Люксембурзький // Універсальний словник-енциклопедія. — 4-те вид. — К. : Тека, 2006.